# Rufin Piotrowski

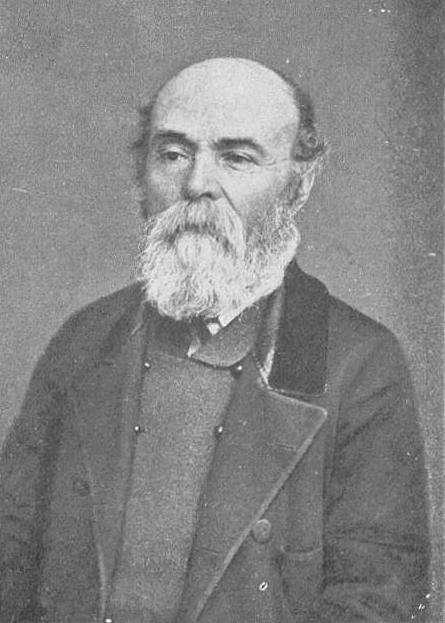
Rufin Piotrowski

Rufin Piotrowski (geboren am 28. Januar 1806 in Malyn; gestorben am 20. Juli 1872 in Błonie bei Tarnów) war ein polnischer politischer Aktivist, Teilnehmer des Novemberaufstands, Emigrant, Emissär und Memoirenschreiber.

## Lebenslauf
Rufin Piotrowski war ein Sohn von Józef und Agnieszka Piotrowski, aus dem niederen Adel stammend. Während des Novemberaufstands diente er unter dem Befehl von General Józef Dwernicki; er kämpfte in der Schlacht bei Ostrołęka und bei der Verteidigung von Warschau. Nach dem Scheitern des Aufstands emigrierte er nach Frankreich. In den Jahren 1833–1835 war er Mitglied der Polnischen Demokratischen Gesellschaft. Ab 1843, nach seiner Entsendung als Emissär in die Heimat, organisierte er eine Verschwörung in Kamjanez-Podilskyj. Er wurde gefangen genommen, verurteilt und im Gefängnis in Kiew inhaftiert, anschließend wurde er zur Zwangsarbeit bei Omsk verurteilt. 1846 floh er über Solikamsk und Weliki Ustjug nach Archangelsk, von wo aus er nach Sankt Petersburg gelangte, dann nach Riga, wo er Russland verließ und über Königsberg nach Frankreich gelangte.
Ab 1851 lehrte er an der polnischen Schule in Batignolles in Paris. Während des Krimkriegs 1853 bildete er im Auftrag von Adam Jerzy Czartoryski ein Regiment Sultan-Kosaken in der Türkei.
Im Jahr 1867 kehrte er in sein Heimatland zurück. Er schrieb die „Pamiętniki z pobytu na Syberyi“ (Memoiren vom Aufenthalt in Sibirien, Bände 1–3, veröffentlicht in den Jahren 1860–1861 vom Verlag Jan Konstanty Żupański, 1860), die in viele Sprachen übersetzt wurden.
Er wurde auf dem Alten Friedhof in Tarnów beigesetzt.

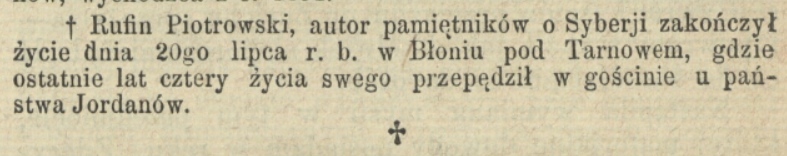
Nekrolog Głos Polski. 1872, Nr. 7 (15. August)

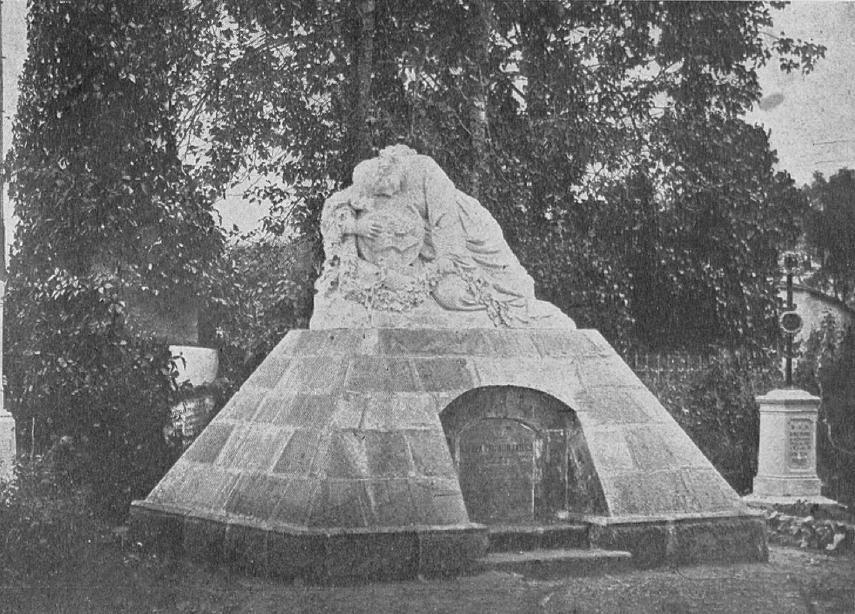
Das Grabmal von Rufin Piotrowski (vor 1936)

## Publikationen
- Pamiętniki z pobytu na Syberyi Rufina Piotrowskiego. T. 1 (1860)
- Pamiętniki z pobytu na Syberyi Rufina Piotrowskiego. T. 2 (1861)
- Pamiętniki z pobytu na Syberyi Rufina Piotrowskiego. T. 3 (1861)
- Rufina Piotrowskiego ucieczka z Syberyi (1902)

Andere polnische und fremdsprachige Veröffentlichungen der Memoiren aus dem Aufenthalt in Sibirien:
- Przygody na Sybirze, opowiedział dla ludu ksiądz pleban z pod Śremu. Poznań, 1877, 1877 (Przygody Rufina Piotrowskiego na Sybirze / opowiedział dla ludu i młodzieży Ks. Pleban z pod Śremu, wyd. J. Leitgeber, wyd. 3.) (także: Chicago, Ill.,  W. Dyniewicz, 1896)
- The story of a Siberian exile pollowed by a narrativ of recent events in Poland. Longman, Green, Longman, Roberts, & Green, 1863
- My escape from Siberia. 1863.
- Meine Erlebnisse in Russland und Sibirien während meines Aufenthalts daselbst meiner Gefangenschaft und Flucht, 1843–46. L. Merzbach, Poznań, 1862.
- Souvenirs d'un Sibérien: extraits des mémoires de Rufin Piotrowski et traduits du Polonais avec l'autorisation de l'auteur. Paris & Hachette, 1870 und 1872,1888: Paris : Librairie Hachette, 1888.
- En polsk ädlings oden uti rysk fangenskap och som deporterad i Siberien. 1863 (schwedisch)
- Gedenkschriften van een Sibirien. Kampen 1864 (niederländisch)
- En russisk statsfanges erindringer. (Kopenhagen, 1862)
- Zapiski Rufona Piotrowskowo. Rosija i Sibir 1843–1846. Nordkoeping, 1863 (russisch)